# カンパニョーラ・エミーリア
カンパニョーラ・エミーリア（伊: Campagnola Emilia）は、イタリア共和国エミリア＝ロマーニャ州レッジョ・エミリア県にある、人口約5,500人の基礎自治体（コムーネ）。

## 地理

### 位置・広がり

#### 隣接コムーネ
隣接するコムーネは以下の通り。
- コッレッジョ
- ファッブリコ
- ノヴェッラーラ
- レッジョーロ
- リーオ・サリチェート

### 気候分類・地震分類
カンパニョーラ・エミーリアにおけるイタリアの気候分類 (it) および度日は、zona E, 2508 GGである。
また、イタリアの地震リスク階級 (it) では、zona 3 (sismicità bassa) に分類される。